# 곽승석
곽승석(郭昇奭, 1988년 3월 23일~)은 대한민국의 배구 선수이다. 포지션은 레프트이며, 2011년 드래프트 1라운드 4순위로 인천 대한항공 점보스에 입단, 현재 인천 대한항공 점보스 소속이다.

## 학력
- 가야초등학교
- 동래중학교
- 부산동성고등학교
- 경기대학교

## 선수 경력
- 인천 대한항공 점보스 레프트(2010 ~ 현재)
- 월드리그 국제남자배구대회 국가대표(2011.05)
- 제 17회 아시아남자배권수권대회 국가대표(2013.09)
- 제 17회 인천 아시안게임 배구 국가대표(2014)
- 제 18회 자카르타-팔렘방 아시안게임 배구 국가대표(2018)

## 수상 내역

### 프로입단 전
- 삼성화재배 전국대학배구춘계대회 남자부 우승
- 제 91회 전국체육대회 남자배구 대학부 우승

### 프로입단 후
- NH농협 2011-2012 V-리그 수비상
- 제 4회 동아스포츠대상 남자프로배구 올해의 선수상
- NH농협 2013-2014 V-리그 페어플레이 상
- NH농협 2013-2014 V-리그 수비상
- 제 17회 인천 아시안게임 남자 배구 동메달
- 제 18회 자카르타-팔렘방 아시안게임 남자 배구 은메달